# Notophryxus longicaudatus
Notophryxus longicaudatus är en kräftdjursart som beskrevs av Ernst Vanhöffen 1914. Notophryxus longicaudatus ingår i släktet Notophryxus och familjen Dajidae. Inga underarter finns listade i Catalogue of Life.